# Mark Blackburn
Mark Blackburn (eigentlich: Mark Alistair Sinclair Blackburn; * 5. Januar 1953 in Camberley; † 1. September 2011) war ein britischer Numismatiker.

## Leben
Mark Blackburn, geboren 1953 in Camberley, studierte 1971–1975 an der Universität Oxford Recht und schloss mit dem B.A., dem 1978 der M.A. folgte. Verschiedene Tätigkeiten als Jurist schlossen sich an. 1982 wurde er von der Universität Cambridge zum Research Associate an der geschichtswissenschaftlichen Fakultät ernannt, später dann zum Senior Research Associate. 1991 wurde er Abteilungsleiter am Münzkabinett des von der Universität getragenen Fitzwilliam Museums. Damit wechselte er zu einem Sachgebiet, das ihn seit dem 14. Lebensjahr interessiert hatte. Drei Jahre später promovierte er in Cambridge am Gonville and Caius College, dem er seit 1990 zugeordnet war und das ihn 2005 zum Fellow machte, mit der Arbeit „Anglo-Saxon and Norman Monetary History“ zum Ph.D. Von 2004 bis zu seinem Tod lehrte er an der Universität Cambridge Numismatik und Geldgeschichte und betreute Forschungsstudenten bei Arbeiten zur frühmittelalterlichen Numismatik.
Blackburns Interessenschwerpunkt lag in der früh- bis hochmittelalterlichen Numismatik, mit Betonung Britische Inseln, sowie die wikingerzeitlichen Verbindungen zwischen Skandinavien und England, besonders in Norwegen. Verbunden war er beiden britischen wissenschaftlich orientierten numismatischen Gesellschaften, der British Numismatic Society (Präsident 2004–2008) und der Royal Numismatic Society. 2008 erhielt er die Sanford Saltus Medal sowie die Medaille der Royal Numismatic Society. Von seinem Mentor Philip Grierson übernahm er die Leitung des Forschungsprojektes „Medieval European Coinage“.
Auch war er Herausgeber der Publikationsreihe „Sylloge of Coins of the British Isles“. Blackburn initiierte das EDV-gestützte Register der frühmittelalterlichen Einzelfunde auf den Britischen Inseln in Corpus of Early Medieval Coin Finds, das alle Einzelfunde, auch Metalldetektorfunde, aus dem Zeitraum zwischen etwa 410 und 1180 verzeichnet.

## Veröffentlichungen (Auswahl)
- Herausgeber mit David M. Metcalf: Viking-Age Coinage in the Northern Lands. The Sixth Oxford Symposium on Coinage and Monetary History (= British Archaeological Reports. International Series. 122). 2 Bände. B.A.R., Oxford 1981, ISBN 0-86054-150-9.
- mit Christina Colyer, Michael Dolley: Early Medieval Coins from Lincoln and its Shire. c. 770–1100 (= The Archaeology of Lincoln. 6, 1). Council for British Archaeology, London 1983, ISBN 0-906780-26-8.
- mit Philip Grierson: Medieval European Coinage. Band l: The Early Middle Ages (5th–10th centuries). Cambridge University Press, Cambridge u. a. 1986, ISBN 0-521-26009-4.
- Herausgeber: Anglo-Saxon Monetary History. Essays in Memory of Michael Dolley. Leicester University Press, Leicester 1986, ISBN 0-7185-1239-1.
- Herausgeber mit David N. Dumville: Kings, Currency and Alliances. History and Coinage of Southern England in the Ninth Century (= Studies in Anglo-Saxon History. 9). Boydell Press, Woodbridge 1998, ISBN 0-85115-598-7.
- mit Kenneth Jonsson: Supplement to Part VI (Anglo-Norman Pennies). In: Fran Colman: Anglo-Saxon Coins. Edward the Confessor and Harold II, 1042–1066 (= Sylloge of Coins of the British Isles. 54: Royal Coin Cabinet, Stockholm. 5). Oxford University Press, Oxford u. a. 2007, ISBN 978-0-19-726233-7, S. 179–212.